# Southland (serial telewizyjny)
Southland – amerykański serial telewizyjny, opowiadający o grupie policjantów z komisariatu w Southland – południowej dzielnicy biedy w Los Angeles. Swoją premierę miał 9 kwietnia 2009 roku w stacji NBC. Po pierwszym sezonie, liczącym 7 odcinków, NBC zrezygnowała z emisji kolejnych odcinków. Ostatecznie dalszą produkcję i emisję na kolejne cztery sezony przejęła telewizja kablowa TNT, emitując ostatni odcinek 17 kwietnia 2013.
W Polsce serial ukazał się na DVD pod tytułem Gliniarze z Southland.

## Fabuła
Serial opowiada o życiu codziennym policjantów pracujących w Los Angeles. Do policji przychodzi początkujący policjant  Ben Sherman, którego przełożonym zostaje doświadczony policjant John Cooper. Ma on za zadanie pokazać i nauczyć rzemiosła pracy w policji.

## Obsada
| Aktor             | Postać                                                                                    |
| ----------------- | ----------------------------------------------------------------------------------------- |
| Kevin Alejandro   | Detektyw Nate Moretta (od 2009 do 2011 roku)                                              |
| Arija Bareikis    | Oficer Chickie Brown (od 2009 do 2011 roku)                                               |
| Michael Cudlitz   | Oficer John Cooper                                                                        |
| Shawn Hatosy      | Detektyw/Oficer Sammy Bryant                                                              |
| Regina King       | Detektyw Lydia Adams                                                                      |
| Michael McGrady   | Detektyw Daniel "Sal" Salinger (od 2009 do 2011 roku)                                     |
| Benjamin McKenzie | Oficer Ben Sherman                                                                        |
| Tom Everett Scott | Detektyw Russell Clarke (gościnnie w latach 2009, 2010-2011)                              |
| C. Thomas Howell  | Oficer Bill "Dewey" Dudek (gościnnie od 2009 do 2012 roku, w stałej obsadzie w 2013 roku) |

## Role drugoplanowe
| Aktor                | Postać                                                                                       | Sezony |
| -------------------- | -------------------------------------------------------------------------------------------- | ------ |
| Denise Crosby        | Susan Salinger – kapitan, żona detektywa Salingera                                           | 1,2    |
| Patrick Fischler     | Kenny "No-Gun"- detektyw w wydziale narkotykowym i gangów                                    | 1,2    |
| Lex Medlin           | Andy Williams – detektyw w wydziale narkotykowym i gangów                                    | 1,2    |
| L. Scott Caldwell    | Enid Adams – matka detektyw Adams                                                            | 1-5    |
| Emily Bergl          | Tammi Bryant – była żona detektywa Bryanta                                                   | 1-     |
| Yara Martinez        | Mariella Moretta – wdowa po detektywie Moretcie                                              | 1-3    |
| Hedy Burress         | Laurie Cooper – była żona oficera Coopera                                                    | 1-3, 5 |
| Marty Ryan           | sierżant Wallace                                                                             | 1,2    |
| Roxana Brusso        | Alicia Fernandez – detektyw przełożony detektyw Adams                                        | 1-     |
| Amaury Nolasco       | Rene Cordero – detektyw, partner detektyw Adams                                              | 2      |
| Laz Alonso           | Gil Puente – detektyw zajmujący się walką z gangami wraz z detektywami Bryantem i Morettą    | 2-3    |
| Mario Cortez         | oficer policji Munoz                                                                         | 2-     |
| Jenny Gago           | Josie Ochoa – detektyw, były partner Adams                                                   | 3      |
| Bokeem Woodbine      | oficer Jones wydział                                                                         | 3-4    |
| Jamie McShane        | Terry Hill – sierżant                                                                        | 3-     |
| Jack Forbes          | Dell Cooper – ojciec oficera Coopera                                                         | 3-5    |
| Lucy Liu             | Jessica Tang – oficer policji, była partnerka detektywa Coopera                              | 4      |
| Dorian Missick       | Ruben Robinson detektyw, obecny partner detektyw Adams                                       | 4-     |
| Lou Diamond Phillips | Danny Ferguson – oficer                                                                      | 4      |
| Carl Lumbly          | Joel Rucker – kapitan                                                                        | 4      |
| Chad Michael Murray  | Dave Mendoza – oficer policji                                                                | 5      |
| Lesley Fera          | Waters – sierżant                                                                            | 5      |
| Derek Ray            | Gary Steele – oficer policji                                                                 | 5      |
| Anthony Ruivivar     | Hank Lucero – oficer policji, obecny partner funkcjonariusza Coopera. Zabity w czasie służby | 5      |
| Yvette Saunders      | Mailer – oficer policji                                                                      | 5      |

## Lista odcinków
| Sezon | Sezon | Odcinki | Oryginalna emisja | Oryginalna emisja |
| Sezon | Sezon | Odcinki | Premiera sezonu   | Finał sezonu      |
| ----- | ----- | ------- | ----------------- | ----------------- |
|       | 1     | 7       | 9 kwietnia 2009   | 21 maja 2009      |
|       | 2     | 6       | 2 marca 2010      | 6 kwietnia 2010   |
|       | 3     | 10      | 4 stycznia 2011   | 8 marca 2011      |
|       | 4     | 10      | 17 stycznia 2012  | 20 marca 2012     |
|       | 5     | 10      | 13 lutego 2013    | 17 kwietnia 2013  |